# Distrikt Huambos
Der Distrikt Huambos liegt in der Provinz Chota in der Region Cajamarca in Nordwest-Peru. Der Distrikt wurde am 12. Februar 1821 gegründet. Er hat eine Fläche von 245 km². Beim Zensus 2017 wurden 8713 Einwohner gezählt. Im Jahr 1993 lag die Einwohnerzahl bei 10.109, im Jahr 2007 bei 9498. Sitz der Distriktverwaltung ist die 2277 m hoch gelegene Ortschaft Huambos mit 1259 Einwohnern (Stand 2017). Huambos liegt 36 km westnordwestlich der Provinzhauptstadt Chota.

## Geographische Lage
Der Distrikt Huambos liegt in der peruanischen Westkordillere im zentralen Osten des Westteils der Provinz Chota. Die kontinentale Wasserscheide verläuft durch den Distrikt. Entlang der nordöstlichen Distriktgrenze fließt der Río Chotano, ein Zufluss des Río Marañón, nach Nordwesten. Der Süden des Distrikts wird über den Río Chancay zum Pazifischen Ozean hin entwässert.
Der Distrikt Huambos grenzt im Westen an den Distrikt Llama, im Nordwesten an den Distrikt Querocoto, im Nordosten an den Distrikt Cutervo (Provinz Cutervo), im Osten an den Distrikt Cochabamba sowie im Süden an die Distrikte Chancaybaños und Sexi (beide in der Provinz Santa Cruz).

## Ortschaften
Neben dem Hauptort Huambos gibt es folgende größere Ortschaften im Distrikt:
- Caruarondo (234 Einwohner)
- Chabarbamba (257 Einwohner)
- Changomarce (338 Einwohner)
- Chontabamba (216 Einwohner)
- Cusilguan (319 Einwohner)
- La Pauca (235 Einwohner)
- Licayate (360 Einwohner)
- Los Toches (281 Einwohner)
- Mollebamba (285 Einwohner)
- Succhabamba Alto (208 Einwohner)
- Yamaluc (219 Einwohner)